# Bureau central du Parti bolchevik de Géorgie
1922–1936
Entités précédentes :
- RSS de Géorgie

Entités suivantes :
- RSS de Géorgie

Le Bureau central du parti bolchevik de Géorgie est le nom du régime qui gouverna la Géorgie durant la première phase de la période soviétique, quand le pays était membre de la République socialiste fédérative soviétique de Transcaucasie en tant qu'entité autonome. Son histoire est représentée par une soviétisation forcée de la nation géorgienne qui sortait d'une éphémère indépendance détruite par l'Armée rouge en 1921. Pour cette raison, un fort nationalisme fut développé par les Géorgiens qui formèrent plusieurs guerillas dans les montagnes de la Géorgie pour lutter, en vain, contre les autorités communistes.

## Histoire

### Précédents et débuts
La Géorgie redevint indépendante en 1918 après plus d'un siècle de domination impériale russe. Toutefois, cette indépendance de la République démocratique de Géorgie (RDG) tourna rapidement en une simple illusion quand l'Armée rouge de Grigory Ordjonikidze envahit le pays, le dernier à échapper à la domination soviétique dans le Caucase, en février 1921. Le gouvernement démocratiquement élu de Noé Jordania dut s'exiler en France après avoir tenté de maintenir une administration alternative dans l'est de la Géorgie. Là-bas, il dirigea un gouvernement en-exil censé exister jusqu'en 1954. Dès l'évincement des mencheviks (parti politique de Jordania) de Géorgie, une administration provisoire, du nom de Comité révolutionnaire, fut établie sous la direction de quelques pions de Moscou. 
Toutefois, ce Comité révolutionnaire, de jure indépendant, ne dura pas longtemps et, à l'instigation de Joseph Staline, alors en conflit contre Lénine pour la question géorgienne, la Géorgie rejoint la République socialiste fédérative soviétique de Transcaucasie après avoir été séparée de l'Abkhazie le 12 mars 1922. Le Comité révolutionnaire laissa place à une entité autonome du nom de Bureau central du Parti bolchevik de Géorgie, qui rejoint avec le reste de la Transcaucasie l'Union des républiques socialistes soviétiques le 30 décembre de la même année. Le chef du Bureau, Polikarp Mdivani, amena contre lui la colère de Staline quand il montra son opposition à l'intégration de la Géorgie à la RSFS de Transcaucasie et fut destitué en janvier 1923, avant d'être remplacé par Vissarion Lominadze, un stalinien qui gardera son poste jusqu'en août 1924, quand les problèmes en Géorgie devinrent une véritable guerre civile en Kakhétie.

## Autres

### Sources
- Histoire de la Géorgie - La clé du Caucase, Pierre Razoux, Edition Perrin, 2009
- The Establishment of Soviet Power in Transcaucasia : The Case of Georgia 1921-1928, Stephen F. Jones, Soviet Studies, 1988